# And Love Said No
And Love Said No är den andra singeln från HIMs första samlingsalbum And Love Said No: Greatest Hits 1997-2004. Videon till låten är gjord av Bam Margera.

## Låtar
1. "And Love Said No" (Radio Edit)
2. "It's All Tears (Drown in This Love)" (Live)
3. "Pretending" (Live)